# Gun Robertson
Gun Robertson, egentligen Gunborg Margareta Robertsson-Marklund, född 3 maj 1917 i Stockholm, död 26 januari 2008 i Hedvig Eleonora församling i Stockholm, var en svensk skådespelare. Hon var dotter till direktör Joel Robertson och skådespelaren Gunhild Robertson samt gift 1946 med konstnären Bror Marklund.

## Biografi
Gun Robertson växte upp på Östermalm i Stockholm. Hon medverkade redan som treåring i en filminspelning men hennes första stora intresse var piano. Robertson studerade till konsertpianist vid Musikaliska akademien men teaterintresset tog över och hon fortsatte på Dramatens elevskola (1938–1941). Efter sin examen spelade hon vid privatteatrar i Stockholm, medverkade i filmer och var flitigt verksam med lyrikuppläsningar för bl.a. radions Dagens dikt.
Gun Robertson ägnade sig sedan helt åt teatern och var engagerad vid Malmö Stadsteater (1944–1951), Göteborgs Stadsteater (1952–1953) och Uppsala Stadsteater (1957–1963). Från 1964 arbetade hon som frilans vid bl.a. Riksteatern och för radion och televisionen där hon medverkade i många teater- och filmproduktioner. Robertson spelade ofta allvarliga karaktärsroller men hon trivdes också med det burleska och humoristiska. Hennes sista framträdanden på teaterscenen var i May Fair Lady på Oscarsteatern 1977 och i Riksrevisorn på Dramaten 1985. Hon är gravsatt i minneslunden på Galärvarvskyrkogården i Stockholm.

## Filmografi
- 1920 – Klostret i Sendomir
- 1940 – Karl för sin hatt
- 1942 – Rid i natt!
- 1942 – Morgondagens melodi
- 1942 – Eld, lera och människor
- 1944 – Kungajakt
- 1944 – Klockan på Rönneberga
- 1956 – Berättelsen om fru Holm
- 1963 – Fan ger ett anbud
- 1965 – En kopp te
- 1966 – Clownen Beppo
- 1966 – Doktor Knock
- 1968 – Markurells i Wadköping (TV-serie)
- 1968 – Pygmalion
- 1969 – Blanco Posnets hängning
- 1970 – Rullgardinen
- 1971 – Väckning kl. 06.00
- 1972 – N.P. Möller, fastighetsskötare (TV-serie)
- 1972–1973 – Ett resande teatersällskap (TV-serie)
- 1977 – Tabu
- 1977 – Bussen
- 1977 – Ärliga blå ögon (TV-serie)
- 1978 – Kvinnoborgen
- 1980 – Sverige åt svenskarna
- 1983 – Farmor och vår Herre (TV-serie)
- 1988 – Lita på det oväntade
- 1988 – Stoft och skugga (TV-serie)
- 1989 – Hassel – Offren

## Teater

### Roller
| År   | Roll               | Produktion                                                              | Regi                              | Teater                   |
| ---- | ------------------ | ----------------------------------------------------------------------- | --------------------------------- | ------------------------ |
| 1939 | Annie              | Guldbröllop Dodie Smith                                                 | Carlo Keil-Möller                 | Dramaten                 |
| 1940 | En dam             | Den lilla hovkonserten Toni Impekoven och Paul Verhoeven                | Rune Carlsten                     | Dramaten                 |
| 1941 | Fru de Valfontaine | Vi skiljas Victorien Sardou och Émile de Najac                          | Alf Sjöberg                       | Dramaten                 |
| 1942 |                    | Kvinnan väntar Artur Lundkvist                                          | Anna Norrie och Sandro Malmquist  | Folkan                   |
| 1944 |                    | En midsommarnattsdröm William Shakespeare                               | Sandro Malmquist                  | Malmö stadsteater        |
| 1944 |                    | Niels Ebbesen Kaj Munk                                                  | Knut Hergel                       | Malmö stadsteater        |
| 1945 |                    | Markens gud Paul Green                                                  | Knut Hergel                       | Malmö stadsteater        |
| 1945 |                    | Man av ära Noël Coward                                                  | Sandro Malmquist                  | Malmö stadsteater        |
| 1945 |                    | Vår ofödde son Vilhelm Moberg                                           | Arne Lydén                        | Malmö stadsteater        |
| 1945 |                    | Hjärtan och njurar John Patrick                                         | Gösta Terserus                    | Malmö stadsteater        |
| 1946 |                    | Slutna dörrar Jean-Paul Sartre                                          | John Price                        | Malmö stadsteater        |
| 1946 |                    | Blodsbröllop Federico Garcia Lorca                                      | Sam Besekow                       | Malmö stadsteater        |
| 1947 |                    | Krigsmans erinran Herbert Grevenius                                     | Arne Lydén                        | Malmö stadsteater        |
| 1947 |                    | Cirkus Sanger Margaret Kennedy och Basil Dean                           | Sandro Malmquist                  | Malmö stadsteater        |
| 1948 |                    | Antigone Jean Anouilh                                                   | Stig Torsslow                     | Malmö stadsteater        |
| 1948 |                    | Duo Paul Géraldy efter en novell av Colette                             | Göran Gentele                     | Malmö stadsteater        |
| 1948 |                    | Dödens arlekin Hjalmar Bergman                                          | Bengt Ekerot                      | Malmö stadsteater        |
| 1948 |                    | Det gåtfulla leendet Aldous Huxley                                      | Bengt Ekerot                      | Malmö stadsteater        |
| 1949 |                    | Gustav Vasa August Strindberg                                           | Gösta Folke                       | Malmö stadsteater        |
| 1949 |                    | I pingstens brus Sigvard Mårtensson                                     | Georg Årlin                       | Malmö stadsteater        |
| 1949 |                    | Avgrunden Silvio Giovaninetti                                           |                                   | Malmö stadsteater        |
| 1950 |                    | Tre systrar Anton Tjechov                                               | Bengt Ekerot                      | Malmö stadsteater        |
| 1950 |                    | Romeos Julia Ernst Ahlgren                                              | Gunnar Ekström                    | Malmö stadsteater        |
| 1950 |                    | Arvtagerskan Ruth Goetz och Augustus Goetz efter Henry James’ roman     | Georg Årlin                       | Malmö stadsteater        |
| 1951 |                    | Venus i blickfältet Christopher Fry                                     | Lars-Levi Laestadius              | Malmö stadsteater        |
| 1958 |                    | För vindens skull (Une fille pour du vent) André Obey                   | Lars Barringer                    | Upsala-Gävle stadsteater |
| 1958 |                    | Koppla av! (You Can't Take It With You) George S. Kaufman och Moss Hart | Lars Barringer                    | Upsala-Gävle stadsteater |
| 1958 |                    | Si jägarens öga Hans Hergin                                             | Lars Barringer                    | Upsala-Gävle stadsteater |
| 1960 | Violet Venable     | Plötsligt i somras Tennessee Williams                                   | Lennart Olsson                    | Upsala-Gävle stadsteater |
| 1962 | Medea              | Hjälten Alfred Werner                                                   | Sandro Malmquist                  | Upsala-Gävle stadsteater |
| 1962 |                    | Kassabrist Vilhelm Moberg                                               | Johan Bergenstråhle               | Upsala-Gävle stadsteater |
| 1976 | Erna               | Petra von Kants bittra tårar Rainer Werner Fassbinder                   | Liselotte Nilsson Ove Martin Wall | Stockholms stadsteater   |

## Radioteater
| År   | Roll               | Produktion                                                 | Regi        |
| ---- | ------------------ | ---------------------------------------------------------- | ----------- |
| 1952 | Fru Annika Backman | Hillmans semester: Som man ropar i skogen... Folke Mellvig | Lars Madsén |

### Fotnoter
1. ↑  ”Gun Robertson”. Svensk Filmdatabas. http://www.sfi.se/sv/svensk-filmdatabas/Item/?type=PERSON&itemid=58077&ref=%2ftemplates%2fSwedishFilmSearchResult.aspx%3fid%3d1225%26epslanguage%3dsv%26searchword%3dgun+robertson%26type%3dPerson%26match%3dBegin%26page%3d1%26prom%3dFalse. Läst 23 juli 2012.
2. ↑  ”Gun Robertson”. IMDb.com. http://www.imdb.com/name/nm0731858/. Läst 23 juli 2012.
3. ↑  SvenskaGravar
4. ↑  Oscar Rydqvist (18 oktober 1942). ”Dramatikerstudion”. Dagens Nyheter:  s. 15. http://arkivet.dn.se/arkivet/tidning/1942-10-18/283/15. Läst 27 mars 2016.
5. ↑  ”Bygdeteatern har rikspremiär i Junosuando ovan polcirkeln”. Dagens Nyheter:  s. 14. 6 februari 1958. https://arkivet.dn.se/tidning/1958-02-06/35/14. Läst 29 januari 2022.
6. ↑  S. B-l (11 maj 1958). ”'Koppla av' i Uppsala”. Dagens Nyheter:  s. 22. https://arkivet.dn.se/tidning/1958-05-11/126/22. Läst 29 januari 2022.
7. ↑  S. B-l (12 november 1958). ”Svensk urpremiär i Gävle på Hergins 'Si jägarens öga'”. Dagens Nyheter:  s. 14. https://arkivet.dn.se/tidning/1958-11-12/307/14. Läst 29 januari 2022.
8. ↑  S B-l (6 februari 1960). ”Plötsligt i somras”. Dagens Nyheter:  s. 9. https://arkivet.dn.se/tidning/1960-02-06/35/9. Läst 10 juni 2018.
9. ↑  Ebbe Linde (24 mars 1962). ”Uppsala stadsteater: Dekoren bäst i 'Hjälten'”. Dagens Nyheter:  s. 12. https://arkivet.dn.se/tidning/1962-03-24/81/12. Läst 27 maj 2018.
10. ↑  ”'Kassabrist' sätter punkt”. Dagens Nyheter:  s. 16. 27 april 1962. https://arkivet.dn.se/tidning/1962-04-27/113/16. Läst 27 maj 2018.
11. ↑  ”Radioprogrammet”. Dagens Nyheter:  s. 18. 20 september 1952. https://arkivet.dn.se/tidning/1952-09-20/256/20. Läst 19 december 2021.